# 田中隆一
田中 隆一（たなか たかいち、1946年（昭和21年）10月20日 - ）は、日本の政治家。長崎県西海市長（2期）、西海市議会議員（1期）、西彼町議会議員（3期）などを務めた。

## 来歴
長崎県西海市出身。1965年（昭和40年）3月、長崎県立西彼農業高等学校卒業。1968年（昭和43年）から1993年（平成5年）まで真珠園療養所臨床検査課に勤務する。
1993年（平成5年）7月25日、西彼町議会議員に就任。以後、町議を計3期務める。
2005年（平成17年）4月1日、西彼杵郡北部の西海町、西彼町、大島町、崎戸町、大瀬戸町の計5町が合併し、西海市が誕生する。これに伴って同年5月1日に行われた西海市議会議員選挙に出馬し当選。
2009年（平成21年）1月31日、市議を辞任。同年4月19日に行われた西海市長選挙に出馬。現職の山下純一郎は自由民主党県連や公明党県本部、農協、漁協など幅広い団体の推薦を受けるも、田中に敗れる。その差わずか88票であった（田中：11,186票、山下：11,098票）。投票率は85.56％。5月1日、市長に就任。
2013年（平成25年）、2期目の当選。2017年（平成29年）、元市議の杉澤泰彦に敗れ落選。